# Herren des Strandes
Herren des Strandes (portugiesisch: Capitães da Areia) ist der sechste Roman des brasilianischen Schriftstellers Jorge Amado, der 1937 in Rio de Janeiro erschien.
Die Titelhelden – eine aus verwaisten Straßenjungen bestehende Diebesbande – hausen Anfang der 1930er Jahre am Strand von Bahia in der Ruine eines Speichers aus der Kolonialzeit.

## Inhalt
Unter dem Mond in einem alten Speicher
Der Speicher
Zehn Jahre schon gehört Pedro Bala der Bande Herren des Strandes an und ist zum Anführer aufgestiegen. Die Gang rekrutiert sich aus neun- bis sechzehnjährigen Jungen, die hauptsächlich Schmuck stehlen und diesen im Pfandhaus verkaufen.
Die Nacht der Herren des Strandes
Fast jeder Junge ist ein Spezialist. Da schleicht sich zum Beispiel vor jedem größeren Diebeszug der Bande der lahme Junge Hinkebein, der die Reichen Bahias hasst, mit Mitleid erregender Masche in deren Häuser ein und spioniert Wertgegenstände sowie Fluchtwege aus. Kater hingegen lässt sich lieber von der Prostituierten Dalva aushalten. Und der Mulatte Volta Seca hat wieder ganz andere Interessen. Er sucht Anschluss an die Bande des Lampiao. Fast jeder der Jungen hat seine Eigenheit. Pirulito betet zu Gott.
Ponto das Pitangueiras
Nicht jedes Diebesgut lässt sich beim Pfandleiher versilbern. Mitunter hilft Gottesliebling, der Fischer, mit seinem Saveiro.
Die Lichter des Karussells
In der Bande gibt es Schmarotzer. Boa Vida ist einer davon. Mit Vorliebe streicht er durch die Stadt; kennt jeden Winkel Bahias. Ab und zu muss er aber doch zum Lebensunterhalt der Bande beitragen. Als Boa Vida in der Kirche ein Reliquienkästchen stehlen will, ertappt ihn Pater José Pedro. Der Dieb hat Glück. Die Prügel in der Besserungsanstalt bleibt ihm erspart. Der Pater kennt den Unterschlupf der Herren des Strandes und will die Jungen bekehren. Das gelingt weder bei Boa Vida noch bei den anderen Jungen. Eine Ausnahme gibt es allerdings. Nach Ansicht des Paters könnte Pirulito Priester werden.
Der Hafen
Pedro Bala zieht es in die Welt hinaus. Er möchte einmal Matrose werden. Boa Vida ist dieser Beruf zu anstrengend. Er strebt im heimatlichen Bahia ein bequemes, kurzweiliges Stadtstreicherleben an. Beim Spazieren durch den Hafen treffen Pedro Bala und Boa Vida auf João de Adão. Der Stauer begrüßt Pedro Bala mit „Kapitän Pedro“. João de Adão hat schon manchen Hafenarbeiterstreik durchgestanden. Im Gespräch erfahren die Jungen, Pedro Balas Vater wurde als Streikführer durch eine Kugel berittener Polizisten getötet. Pedro will den Vater rächen.
Ein Abenteuer mit Ogun
Iemanja und Xangô sind über Nacht erzürnt. Draußen auf dem Meer ist ein entsetzlicher Wintersturm losgebrochen, denn Ogun ist beleidigt worden. Sein Bildnis steht nicht mehr an seinem Platz im Tempel, sondern auf der Polizeiwache. Die Priesterin Dona Aninha bittet Pedro Bala um ihre Statuette. Dem Anführer der Herren des Strandes gelingt die Heimholung durch eine List.
Und Gott lächelt wie ein Negerlein
José Pedro wettert in der Unterkunft der Herren des Strandes gegen Homosexuelle. Der entsetzte Pedro Bala verstößt die Päderasten aus der Gemeinschaft. Die Vorbereitung Pirulitos auf das Priesteramt erweist sich schwieriger als gedacht. Dieser Rückfalltäter stiehlt vor einem kleinen Laden für Reliquien-Bedarf das Jesuskindlein von einer Muttergottes-Statue.
Im Schoß der Familie
Boa Vida kommt viel in Bahia herum; erfährt von der Kunstsammlung des Jura-Professors Raul. Pedro Bala schickt Hinkebein in die Villa. Der Behinderte schleicht sich bei Dona Ester, der Ehegattin Rauls, als der arme kleine Augusto ein. Hinkebein ist hin- und hergerissen von der unverhofft entgegengebrachten, lange vermissten mütterlichen Zuneigung. Als Pedro Bala zur Eile mahnt, überwiegt bei Hinkebein dann schließlich doch der angeborene Hass gegen die Reichen Bahias. Der Einbruch kann starten, als der Jurist dienstlich nach Rio de Janeiro unterwegs ist.
Ein Morgen wie im Bild
Auf der Straße entdeckt der Dichter Dr. Dantas aus Rio de Janeiro das zeichnerische Talent des Bücherdiebes João José. Der eifrige junge Leser João José wird von den Herren des Strandes der Professor genannt.
Pocken
Bei der nächsten Pocken-Epidemie lassen sich die Reichen Bahias impfen. Im Speicher erkrankt der kleine Almiro an der ansteckenden Krankheit. Pedro Bala ist gerade abwesend. Hinkebein übernimmt die Führung; will den Erkrankten mit Fußtritten aus dem Speicher vertreiben. Die Jungen sind überfordert und rufen José Pedro. Der Pater hilft, wird aber angezeigt, weil er die gesetzlich vorgeschriebene Einlieferung Erkrankter ins Spital umgangen hat. José Pedro wird ins erzbischöfliche Palais zitiert und erhält vom Domherrn eine Rüge.
Als Boa Vida erkrankt, geht er ins Spital – nach Ansicht der Herren des Strandes in den sicheren Tod. Aber Boa Vida überlebt.
Schicksal
Mit den Pocken habe Gott die Armen Bahias gegeißelt, meint in der Hafenkneipe ein alter Mann. João de Adão und Pedro Bala wollen das nicht hinnehmen. Kampf ist angesagt.
Nacht des großen Friedens, des großen Friedens deiner Augen
Die Tochter des Blatternkranken
Die Herren des Strandes nehmen Dora in den Speicher auf. Als Pedro Bala das Mädchen wegschicken wollte, hatte es sich gegen den Anführer durchgesetzt. Dora will kochen, nähen, waschen.
Dora, die Mutter
Gesagt, getan. Jorge Amado schreibt: „Sie hatten endlich eine Mutter gefunden, Zärtlichkeit und Fürsorge einer wirklichen  Mutter.“ Nur für Pirulito bedeutet eine Frau im Speicher die Sünde.
Dora, Schwester und Braut
Pedro Bala und Dora beteuern ihre Liebe, verstehen sich als Bräutigam und Braut. Die Hände haltend, schlafen die beiden wie Geschwister ein.
Die Besserungsanstalt
Während eines Raubzuges in eine Villa in der Ladeira de São Bento kommt, was kommen musste. Die Herren des Strandes landen auf dem Polizeikommissariat. Pedro Bala glückt eine Finte. João Grande, der Professor und Hinkebein können fliehen. Dora wird im Waisenhaus festgesetzt. Die Polizei übergibt Pedro Bala dem Direktor der Besserungsanstalt. In der Anstalt wird der Junge zusammengeschlagen und acht Tage in einem engen Verlies unter einer Treppe gefangen gehalten. Darauf muss der Gefangene Feldarbeit verrichten. Die Herren des Strandes schmuggeln ein längeres Tau in die Anstalt ein. Nachts gelingt Pedro Bala die Flucht.
Das Waisenhaus
João Grande, Kater, der Professor und Pedro Bala befreien vier Wochen nach dem oben erwähnten missglückten Raubzug Dora aus der Krankenabteilung des Waisenhauses.
Nacht des großen Friedens
Dona Aninhas Beschwörungsformel wirkt nicht gegen Doras Fieber.
Dora, Geliebte und Frau
Natürlich können Pedro Bala und Dora als zwei Minderjährige noch nicht heiraten. Doch bevor Dora an dem Fieber stirbt, vollzieht sie noch mit dem Geliebten die versprochene Ehe.
Ein Stern geht auf
Gottesliebling fährt den Leichnam in seinem Saveiro weit aufs Meer hinaus und übergibt ihn der See. Pedro Bala stellt sich die verstorbene Geliebte fortan als neuen Stern vor, der des Nachts über Bahia strahlt.
Das Lied von Bahia. Das Lied der Freiheit
Berufung
Auch der Professor hatte Dora heimlich geliebt. Ihn hält nichts mehr in Bahia. Er folgt der Einladung Dr. Dantas und wird in Rio de Janeiro Maler. Pirulito stiehlt nicht mehr, sondern verdingt sich als Schuhputzer, Kofferträger und Zeitungsjunge; arbeitet quasi gleichzeitig in den drei Jobs. José Pedro bekommt endlich seine Pfarre. Zwar liegt die mitten im Sertão bei den Waldläufern, doch der Kapuzinerprior verkündet ihm zum Abschied aus Bahia eine frohe Botschaft. Pirulito kann Kapuziner werden. Pedro Bala und Hinkebein erleben Pirulito in einer Kirche als Katechet armer Kinder. Die Freunde strafen den alten Kameraden mit leiser Verachtung. Auch Boa Vida hat sich verändert. Als Stadtstreicher in Bahia spielt er Gitarre und komponiert Sambas.
Das Liebeslied der alten Jungfer
Hinkebein macht allerdings weiter wie bisher. Er schleicht sich bei der Jungfer Joana ein. Das Fräulein lässt den Jungen in ihr Bett, scheut aber die eventuelle Schwangerschaft. Hinkebein – wutentbrannt – kommt partout kein einziges Mal zum Zuge und verlässt Joana – die heulende Jungfer – nach dem obligaten Diebstahl.
Der blinde Passagier
Seit Roman-Handlungsbeginn sind vier Jahre vergangen. Dalva nimmt Kater mit nach Ilhéus. Dort schröpft das Gaunerpärchen reich gewordene Grundbesitzer.
Nach einem vereitelten Brieftaschendiebstahl wird Volta Seca auf der Polizeiwache windelweich geprügelt. Nachdem er laufengelassen wurde, erfüllt er sich einen langgehegten Herzenswunsch: Polizisten töten. Volta Seca nimmt Abschied von Pedro Bala und besteigt die Eisenbahn nach Aracaju. Auf der Fahrt wird der Zug von Lampiao überfallen. Volta Seca wird in dessen Bande aufgenommen und darf zwei Polizisten – Wachschutz während der Bahnfahrt – umbringen.
Wie ein Zirkusakrobat
Nach einem gewagten Einbruch in der Rua Rui Barbosa zusammen mit João Grande und Pedro Bala ist Hinkebein auf der Flucht nicht schnell genug. Als ein Polizist nach Hinkebein greifen will, stürzt sich der Junge in einen Abgrund und überlebt nicht.
Zeitungsnachrichten
Volta Seca wird gefasst und erhält für fünfzehn Morde dreißig Jahre Gefängnis.
Genossen
Unter Leitung von João de Adão und Alberto beteiligt sich Pedro Bala, der Krawalle liebt, am Streik der Straßenbahner. Pedro Bala zerstreut mit seinen Leuten Streikbrecher.

## Zitat
Alberto: „Der Streik ist das Fest der Armen.“

## Selbstzeugnis
Jorge Amado räumt im Nachwort mehrfach Schwächen dieses Frühwerks ein, betont aber – ebenfalls mehrfach – seine „unbedingte Solidarität und eine tiefe Liebe zu den Menschen“ im Buch.

## Figuren
Altersangaben beziehen sich auf die Haupthandlung. In dem Ausblick am Romanschluss sind die Figuren inzwischen vier Jahre älter geworden.
| Name        | Bemerkung                        | Alter [Jahre] |
| ----------- | -------------------------------- | ------------- |
| Pedro Bala  | Anführer                         | 15            |
| Dora        | Pedro Balas Geliebte             | 13            |
| Professor   | Bücherdieb João José, wird Maler |               |
| João Grande | Neger; der Stärkste in der Bande | 13            |
| Hinkebein   | alias Augusto                    | 13            |
| Kater       | Stutzer                          | 14            |
| Volta Seca  | Mulatte aus dem Sertão           |               |
| Boa Vida    | Mulatte                          |               |
| Barandão    | Neger                            |               |
| Almiro      | dicker Junge                     | 12            |
| Pirulito    | schlägt die Priesterlaufbahn ein |               |
| Zé Fuinha   | Doras Bruder                     | 6             |

| Name           | Bemerkung                                                                |
| -------------- | ------------------------------------------------------------------------ |
| Gottesliebling | Fischer, Capoeira-Kämpfer                                                |
| José Pedro     | Pater, hat keine Pfarre, war früher Arbeiter in der Textilfabrik gewesen |
| Dona Aninha    | Priesterin der Afrobrasilianischen Religion                              |
| João de Adão   | Neger, Hafenarbeiter, Revolutionär, Kommunist                            |
| Alberto        | Student an der Uni Bahia                                                 |
|                |                                                                          |

| Name     | Bemerkung                                  | Alter [Jahre] |
| -------- | ------------------------------------------ | ------------- |
| Ezequiel | Mulatte, Anführer einer gegnerischen Bande |               |
| Gonzales | Besitzer des Pfandhauses „Vierzehner“      |               |
| Dalva    | Prostituierte                              | 35            |
| Ranulfo  | Aufseher in der Besserungsanstalt          |               |
| Joana    | lüsterne Jungfer                           | 45            |

## Form
Die lockere Episodenstruktur des Romans geht schon aus der obigen Skizze des Inhalts hervor. Die Handlung läuft über vier Jahre. Der Text ist leichtverständlich. Gebetsmühlenartige Wiederholungen, besonders im hinteren Textteil, stören. Jorge Amado schreibt unbekümmert. Fast jede Nebenfigur darf denken; sogar der Schutzmann an der Ecke.
Die letzten 14 Seiten in der verwendeten Ausgabe beschreiben den Klassenkampf der Genossen. Am 19. November 1937 wurden vor der Marine-Schule Bahia 808 Exemplare des Buches als kommunistisches Gedankengut verbrannt. Darauf wurde Jorge Amado inhaftiert, kam aber im Folgejahr frei und ging nach Argentinien und Uruguay ins Exil, aus dem er 1942 heimkehrte.

## Verfilmungen
Spielfilm
- 7. Oktober 2011, Brasilien: Capitães da Areia von Cecília Amado und Guy Gonçalves mit Jean Luis Amorim als Pedro Bala, Ana Graciela als Dora und Roberio Lima als Professor.[10]

TV
- 1989, Brasilien, 11-Teiler bei ARD: Die Herren des Strandes von Walter Lima junior mit Leandro Reis Souza als Pedro Bala.[11]

## Deutschsprachige Literatur

### Erstausgaben
DDR
- Jorge Amado: Herren des Strandes. Roman. Deutsch von Ludwig Graf von Schönfeldt. Volk und Welt, Berlin 1951. 374 Seiten

BRD
- Jorge Amado: Herren des Strandes. Rowohlt, rororo, Hamburg 1963. 202 Seiten

### Ausgaben
- Jorge Amado: Herren des Strandes. Aus dem Portugiesischen. Übertragung von Ludwig Graf von Schönfeldt. Mit einer Nachbemerkung „Die Romane von Bahia“ des Autors. Reclam, RUB 622 4. Aufl. (Text nach der oben genannten Volk-und-Welt-Ausgabe 1959), Leipzig 1987, 254 Seiten, ISBN 3-379-00101-5 (verwendete Ausgabe)

### Sekundärliteratur
- Erhard Engler: Jorge Amado. Der Magier aus Bahia. edition text + kritik. S. 66–79 (Reihe Schreiben andernorts, Hrsg. Renate Oesterhelt) München 1992, 180 Seiten, ISBN 3-88377-410-3.